# 冲岩高中
冲岩高中（韩语：／ Chungam godeung hakgyo */?，又译冲岩高等學校）是一所位于韓國首尔恩平區的私立高中，成立於1969年。該校原本與围棋无关，後來學校的理事長愛好圍棋，開始在學校開展围棋並培養圍棋棋士。
有一些圍棋棋士、棒球選手以及演藝人士來自該校，例如李昌镐、刘昌赫、梁宰豪、趙治勳、金承俊、尹炫晳、赵汉乘、朴正祥、洪旼杓、朴永训、元晟溱、宋泰坤、許映皓、尹畯相、李映九、洪性志、韩尚勋、金志錫、朴廷桓、罗玄、张盛好、金周燦、文聖現、高祐錫、金明民、車仁杓就是從這所學校畢業的。
包括第20任总统尹锡悦、第50任国防部长金龍顯、第5任國軍防諜司令部司令呂寅兄和第4任行政安全部部长李祥敏在内的多位參與2024年韓國戒嚴的人物均为该学校毕业。受戒嚴影響，該校的學生遭受不公正待遇，因此校方於2024年12月6日發出通知，允許學生以便服上課直至2025年2月，並向警方申請加強巡邏保障學生安全。